# Cerophytum japonicum
Cerophytum japonicum är en skalbaggsart som beskrevs av Sasaji 1999. Cerophytum japonicum ingår i släktet Cerophytum och familjen Cerophytidae. Inga underarter finns listade i Catalogue of Life.